# Día de La Montaña
El Día de Cantabria, conocido por el nombre tradicional de Día de La Montaña, se celebra el segundo domingo de agosto en Cabezón de la Sal (Cantabria, España) y es una jornada de exaltación de las costumbres, tradiciones y valores etnográficos de la comunidad.
A pesar de su nombre, esta celebración no es el día oficial de Cantabria, pues la comunidad autónoma no lo ha establecido nunca. Lo más similar a un día oficial es el Día de las Instituciones de Cantabria.[cita requerida]
Durante este tiempo miles de personas llenan las calles de la villa alrededor de las principales actividades, las cuales giran en torno al folclore, deporte rural, artesanía y mercado de productos típicos, desfile de carrozas y carretas y la pasá de ganado tudanco. Todo ello amenizado con música y danzas típicas de Cantabria mediante demostraciones ininterrumpidas de grupos de danzantes, picayos, pandereteras, solistas, rabelistas, piteros, gaiteros, trovadores, rondas de mozos, etc.
Durante esta celebración el presidente de Cantabria pronuncia un discurso de afirmación de la identidad cántabra y a continuación tiene lugar el homenaje a las banderas, en el que hombres y mujeres ataviadas con trajes típicos de la comunidad izan las banderas de todas la comunidades autónomas de España.
La celebración está declarada desde 1972 como Fiesta de interés turístico nacional y desde 1983 como fiesta de interés regional.

## Historia
Este acto de afirmación cántabra nació en 1967 de la mano de un grupo de mozos a iniciativa de Ambrosio Calzada, que sería una de las figuras clave del autonomismo en Cantabria, al aprobarse en 1979 bajo su presidencia la primera moción municipal que solicitaría la autonomía para Cantabria, adelantándose así al resto de municipios cántabros. Por aquel entonces con el fin de organizar un evento cuyo principal objetivo fuese la exaltación de las tradiciones populares de la comunidad, bajo el nombre inicial de Día de La Montaña. Con la declaración de la por entonces provincia de Santander como comunidad autónoma de Cantabria, la fiesta cambia su nombre al de Día de Cantabria, respondiendo así al nuevo estatus de la comunidad.